# Hope Williams Brady
Hope Williams Brady är en fiktiv karaktär i den amerikanska såpoperan Våra bästa år.

## Biografi
En skenande bil dödade Hopes mamma, Addie Horton Williams, när hon skjutsade undan Hopes barnvagn och skonade henne från olyckan.
Hennes pappa, Doug och halvsyster Julie, som blev hennes styvmamma när Julie gifte sig med Doug, uppfostrade Hope. Som tonåring gick Hope på internatskola. När hon kom tillbaks till Salem 1984 var hon en trotsig och äventyrslysten tonåring. Hon mötte sin motståndare i Bo Brady. De förälskade sig i varandra, men deras liv tillsammans har varit en stormig resa. Dagen då Hope fyllde 18 år ertappade pappa Doug henne när hon skulle älska med Bo, och fick en hjärtattack. Senare, samma år, valde Hope att gifta sig med den korrupte distriktsåklagaren Larry Welsh, för att skydda Bo från att råka illa ut, men äktenskapet fullbordades aldrig. Bo och Hope blev en riktig brottsbekämparduo, och älskade med varandra för första gången på en herrgård i New Orleans.
Året därpå jobbade paret åt spionorganisationen ISA och fick i uppdrag att jaga rätt på brottslingen "Draken" som rånade kungligheter. Som belöning för att de fångade honom, blev de bjudna på ett bröllop som hade passat en kung och drottning. Alla deras vänner och familj flögs till England för att delta i ceremonin.
1987, efter många brottsbekämpande äventyr, och födseln av deras son Shawn-Douglas, bestämde sig Bo och Hope för att åka iväg på ett privat äventyr. De köpte en båt och seglade jorden runt.
1990 troddes Hope omkomma i en explosion, men hon återvände till Salem (med minnesförlust) 1994 som 'Gina'. Vid det här laget var Bo förlovad med Billie. Men när Bo accepterade att den här kvinnan som kallade sig för Gina egentligen var hans älskade Hope, var Billie ödmjuk nog att lämna stan för att låta dem återförenas. Hope blev senare dödförklarad efter en lavinolycka. När Bo räddade hennes liv såg de fram emot att bygga upp ett nytt liv tillsammans.
Att jobba tillsammans på polisstationen visade sig bli en prövning för Bo och Hope. När Hope blev avstängd från polisen, började hon arbeta som fotomodell åt Titan och parades ihop med stilige Franco Kelly. Billies återkomst till Salem orsakade ännu mer problem mellan paret, och slutligen började Hope sällskapa med Franco. Bo och Billie blev alltmer involverade med varandra när de parades ihop för att avslöja en knarkliga. Bo och Billie tvingades att gifta sig med varandra i Rom för att deras täckmantel skulle verka trovärdig. När en hämndlysten knarklangare tvingade på Billie heroin, hjälpte Bo henne igenom de svåra abstinensbesvären. Senare upptäckte Billie att hon var gravid med Bos barn.